# Bretigny
 Bretigny  es una población y comuna francesa, en la región de Borgoña, departamento de Côte-d'Or, en el distrito de Dijon y cantón de Dijon-1.

## Demografía
| 315 | 359 | 445 | 518 | 544 | 716 |
| Para los censos de 1962 a 1999 la población legal corresponde a la población sin duplicidades (Fuente: INSEE [Consultar]) |     |     |     |     |     |